# Saison 5 de Glee
Chronologie
Saison 4 Saison 6
Cet article présente le guide des épisodes de la cinquième saison de la série télévisée Glee.
Composée seulement de 20 épisodes, la saison est diffusée aux États-Unis sur le réseau Fox en deux parties : à l'automne les jeudis à 21 h à partir du 26 septembre 2013 jusqu'à la mi-décembre, puis après la pause hivernale, le mardi à 20 h du 25 février 2014 au 13 mai 2014.
La première partie de saison est diffusée en simultané au Canada sur le réseau Global, puis après la pause hivernale, sur Citytv.
En France, elle est diffusée du 17 mai au 28 juin 2014 sur OCS Max. Sur la TNT elle est diffusée à partir du 7 mars 2015 sur W9.

## Synopsis
La série reprend là où l'année scolaire s'est arrêtée et on continue donc à suivre les étudiants de la NYADA (Rachel a-t-elle eu le rôle de Fanny Brice ? Blaine demandera-t-il Kurt en mariage ? Comment Rachel va vivre le décès de Finn ?) et les élèves de McKinley : les New Directions se préparent pour les Nationales qui auront lieu à Los Angeles.

## Distribution

### Acteurs principaux
- Jacob Artist (VF : Alexandre Nguyen) : Jake Puckerman (épisodes 1 à 13)
- Melissa Benoist (VF : Adeline Chetail) : Marley Rose (épisodes 1 à 13)
- Chris Colfer (VF : Olivier Podesta) : Kurt Hummel
- Darren Criss (VF : Stanislas Forlani) : Blaine Anderson
- Blake Jenner : Ryder Lynn (épisodes 1 à 13)
- Jane Lynch (VF : Josiane Pinson) : Sue Sylvester (épisodes 1 à 13 et 17)
- Kevin McHale (VF : Taric Mehani) : Artie Abrams
- Lea Michele (VF : Kelly Marot) : Rachel Berry
- Matthew Morrison (VF : Xavier Fagnon)  : Will Schuester (épisodes 1 à 13 et 17)
- Alex Newell (VF : Gabriel Bismuth-Bienaimé) : Wade Adams / « Unique » (épisodes 1 à 13)
- Chord Overstreet (VF : Antoine Schoumsky) : Sam Evans
- Naya Rivera (VF : Valérie Nosrée) : Santana Lopez
- Becca Tobin (VF : Marie Giraudon) : Kitty Wilde (épisodes 1 à 13)
- Jenna Ushkowitz (VF : Laëtitia Godès) : Tina Cohen-Chang (épisodes 1 à 13 et 17)

### Acteurs secondaires
- Amber Riley : Mercedes Jones
- Dianna Agron (VF : Noémie Orphelin) : Quinn Fabray
- Mark Salling (VF : Emmanuel Garijo) : Noah Puckerman
- Heather Morris (VF : Laurence Sacquet) : Brittany Pierce
- Harry Shum Jr (VF : Yann Le Madic) : Mike Chang
- Dot Jones : Shannon Beiste
- Erinn Westbrook : Bree[6]
- Peter Facinelli : M. Campion
- Trisha Rae Stahl (en) : Millie Rose
- Lauren Potter : Becky Jackson
- NeNe Leakes : Coach Roz Washington
- Romy Rosemont : Carole Hudson-Hummel
- Adam Lambert : Elliott Gilbert / "Starchild"
- Demi Lovato : Dani[7]

### Invités
- Ioan Gruffudd : Paolo San Pablo (épisodes 1 et 5)
- Phoebe Strole : Penny Owen[8](épisodes 2 et 4)
- Tyra Banks : Bichette (épisode 6)
- Jayma Mays : Emma Schuester (épisode 3 et 10)
- Skylar Astin (VF : Benjamin Pascal) : Jean-Baptiste, leader des Guttural Explosion[9](épisode 11)
- Cory Monteith : Finn Hudson (épisode 11, images d'archives)
- Chace Crawford : Biff McIntosh (épisode 12)
- Kristin Chenoweth (V. F. : Patricia Legrand) : April Rhodes[10] (épisodes 12 et 13)
- Gwyneth Paltrow (V. F. : Hélène Bizot) : Holly Holliday[10] (épisodes 12 et 13)
- Shirley Maclaine : June Dolloway (épisodes 18 et 20)
- Jim Rash : Lee Paulblatt (épisode 18)

## Épisodes

### Épisode 1:All You Need Is Love
- États-Unis /  Canada : 26 septembre 2013 sur Fox[1] / Global
- France : 
  - 17 mai 2014 sur OCS Max
  - 7 mars 2015 sur W9
- Québec : 27 août 2014 sur VRAK.TV[12]

- États-Unis : 5,06 millions de téléspectateurs[13]
- Canada : 1,03 million de téléspectateurs[n 1]

- NeNe Leakes (Coach Roz Washington)
- Erinn Westbrook (Bree)
- Peter Facinelli (M. Campion)
- Ioan Gruffudd : Lui-même

Will demande aux New Directions de rendre hommage aux "Fab Four". Alors qu'Artie est consterné quand Kitty souhaite garder leur relation secrète, Blaine prévoit un événement spectaculaire qui unira amis et ennemis quand il décide de demander Kurt en mariage. Pendant ce temps, Sue assoiffée de pouvoir revient au lycée en tant que principal provisoire.
- Yesterday (Rachel Berry)
- Drive My Car (Artie Abrams et Kitty Wilde avec les New Directions)
- Got to Get You into My Life (Blaine Anderson et Kurt Hummel)
- You've Got to Hide Your Love Away (Kitty Wilde et Artie Abrams)
- Help! (Sam Evans et Blaine Anderson et les New Directions)
- Hard Day's Night (Rachel Berry et Santana Lopez)
- I Saw Her Standing There (Blaine Anderson, Sam Evans, Ryder Lynn et Jake Puckerman)
- All You Need Is Love (Blaine Anderson avec les New Directions, les Warblers, les Vocal Adrenaline et les Haverbrook Deaf Choir)

- Épisode thématique sur la musique du groupe The Beatles.
- La chanson Getting Better devait être reprise par Rachel, Kurt et Santana, mais elle a été annulée.

### Épisode 2:Let It Be
- États-Unis /  Canada : 3 octobre 2013 sur Fox / Global
- France :
  - 17 mai 2014 sur OCS Max
  - 7 mars 2015 sur W9
- Québec : 3 septembre 2014 sur VRAK.TV

- États-Unis : 4,42 millions de téléspectateurs[14]
- Canada : 837 000 téléspectateurs[n 1]

- Demi Lovato (Dani)
- Erinn Westbrook (Bree)
- Peter Facinelli (M. Campion)
- NeNe Leakes (Coach Roz Washington)

Les votes pour le roi et la reine de la promo sont organisés faisant ressortir le meilleur et le pire des candidats comme Kitty et Tina. L'attitude exécrable de cette dernière lui vaut de se mettre à dos ses principaux alliés. Quant à Sam, il essaie d'établir une connexion avec la nouvelle infirmière du lycée.
- Revolution (Tina Cohen-Chang)
- Get Back (Kurt Hummel et Rachel Berry)
- Something (Sam Evans)
- Here Comes the Sun (Santana Lopez et Dani)
- Sgt. Pepper's Lonely Hearts Club Band (Wade "Unique" Adams, Marley Rose, Jake Puckerman et Ryder Lynn)
- Hey Jude (Blaine Anderson, Sam Evans, Tina Cohen-Chang, Kitty Wilde et les New Directions)
- Let It Be (Artie Abrams, Tina-Cohen Chang, Kitty Wilde, Rachel Berry, Kurt Hummel, Santana Lopez et les New Directions)

- Episode thématique sur la musique du groupe The Beatles.
- C'est la suite du premier épisode.
- Cet épisode est celui du bal de promo et fait référence au film Carrie : La Vengeance.

### Épisode 3:Requiem
- États-Unis /  Canada : 10 octobre 2013 sur Fox / Global
- France : 
  - 24 mai 2014 sur OCS Max
  - 7 mars 2015 sur W9
- Québec : 10 septembre 2014 sur VRAK.TV

- États-Unis : 7,39 millions de téléspectateurs[16]
- Canada : 1,382 million de téléspectateurs[17]

- Romy Rosemont (Carole Hudson-Hummel)
- Erinn Westbrook (Bree)

- Seasons of Love (Rent) (Mercedes Jones, Santana Lopez, Noah Puckerman, Kurt Hummel, Tina Cohen-Chang, Mike Chang et les New Directions)
- I'll Stand by You (The Pretenders) (Mercedes Jones et les New Directions)
- Fire and Rain (James Taylor) (Sam Evans et Artie Abrams)
- If I Die Young (The Band Perry) (Santana Lopez)
- No Surrender (Bruce Springsteen) (Noah Puckerman)
- Make You Feel My Love (Bob Dylan version Adele) (Rachel Berry)

- Cet épisode est en hommage à Cory Monteith (Finn Hudson)[18], décédé le 13 juillet 2013.
- I'll Stand by You avait déjà été repris dans la saison 1 par Cory Monteith.
- Il existe une première version de Seasons of Love enregistrée au cours de la saison 3 où chantent les New Directions diplômés. Cette version a été dévoilée en janvier 2014 et l'on peut y entendre Cory Monteith et Lea Michele non présents sur la version de cet épisode [19].

### Épisode 4:Une Katy ou une Gaga
- États-Unis /  Canada : 7 novembre 2013 sur Fox / Global
- France : 
  - 24 mai 2014 sur OCS Max
  - 14 mars 2015 sur W9
- Québec : 17 septembre 2014 sur VRAK.TV

- États-Unis : 4,01 millions de téléspectateurs[20]
- Canada : 739 000 téléspectateurs[n 1]

- Demi Lovato (VF : Dorothée Pousséo) Dani)
- Erinn Westbrook (Bree)
- Adam Lambert (VF : Yoann Sover) (Elliott "Starchild" Gilbert)

À l'approche des Nationales, les New Directions sont mis en danger par une chorale "de parias" renommée. Will les met au défi de sortir de leur terrain de prédilection sur la musique de Katy Perry et de Lady Gaga. Jake se rapproche de Bree alors que Marley et lui s'éloignent peu à peu.
- Marry The Night (Lady Gaga) (Elliott "Starchild" Gilbert)
- Applause (Lady Gaga) (Sam Evans, Marley Rose, Artie Abrams, Ryder Lynn et Blaine Anderson)
- Wide Awake (Katy Perry) (Tina Cohen-Chang, Wade "Unique" Adams, Jake Puckerman et Kitty Wilde)
- Roar (Katy Perry) (Les New Directions et les Pamela Landsbury)

- Cet épisode est consacré aux chansons de Lady Gaga et de Katy Perry.

### Épisode 5:Rébellion
- États-Unis /  Canada : 14 novembre 2013 sur Fox / Global
- France : 
  - 31 mai 2014 sur OCS Max
  - 14 mars 2015 sur W9
- Québec : 24 septembre 2014 sur VRAK.TV

- États-Unis : 4,22 millions de téléspectateurs[21]

- Peter Facinelli : M. Campion
- Ioan Gruffudd : Pablo
- Erinn Westbrook : Bree

Lorsqu'une vidéo de Blaine dansant le Twerk fait le buzz, Will s'en inspire pour améliorer l'image trop douce des New Directions pour les Nationales. Sue, moralement offensée, utilise son poste de principale pour tenter de mettre fin au mouvement. Quant à Unique, elle lutte pour trouver une égalité transgenre dans les toilettes de McKinley et Marley apprend que Jake l'a trompée avec Bree.
- Came to Party (Kanary Diamonds) (Blaine Anderson, en danse uniquement)
- Who's on My Rocket ? (Miss Amani) (en fond sonore uniquement)
- You Are Woman, I Am Man (Funny Girl) (Rachel Berry et Paolo San Pablo)
- Blurred Lines (Robin Thicke ft. Pharrell Williams et T.I.) (Artie Abrams, Bree, Kitty Wilde, Jake Puckerman et Will Schuester)
- If I Were a Boy (Beyoncé) (Wade "Unique" Adams)
- Wrecking Ball (Miley Cyrus) (Marley Rose)
- On Our Way (The Royal Concept) (New Directions)

### Épisode 6:Futur imparfait
- États-Unis /  Canada : 21 novembre 2013 sur Fox / Global
- France : 
  - 31 mai 2014 sur OCS Max
  - 14 mars 2015 sur W9
- Québec : 1er octobre 2014 sur VRAK.TV

- États-Unis : 4,09 millions de téléspectateurs[22]

- Tyra Banks : Bichette
- Trisha Rae Stahl : Millie Rose

Lorsque Sue fait remarquer à Will qu'il « n'existe pas de carrière dans les arts », celui-ci est forcé d'admettre qu'une carrière d'artiste est une voie incertaine. Il s'efforce alors d'enseigner au Glee Club la puissance de la persévérance en leur donnant un devoir sur la musique de Billy Joel. Pendant ce temps, Artie encourage Becky à se projeter au-delà des murs de McKinley pour son avenir et Jake profite de sa nouvelle réputation de séducteur mais déchante lorsque Marley se rapproche d'un autre.
- Movin' Out  (Sam Evans et Blaine Anderson)
- Piano Man (Blaine Anderson)
- My Life (Jake Puckerman)
- Honesty (Artie Abrams)
- An Innocent Man (Ryder Lynn)
- Just The Way You Are (Rachel Berry, Kurt Hummel, Santana Lopez, Blaine Anderson et Sam Evans)
- You May Be Right (Artie Abrams, Will Schuester, Jake Puckerman, Kitty Wilde et Ryder Lynn)

- Épisode thématique sur la musique de Billy Joel.
- La chanson Piano Man a déjà été reprise par Will Schuester et Bryan Ryan lors de la saison 1, dans l'épisode 19 Le Misérable.
- A la fin de l'épisode, Sam explique que Blaine a raté son audition pour la NYADA. C'est une erreur de la VF, ils ont traduit "crashed" qui signifie "rater" alors que Sam disait "crushed" qui signifie "tout déchirer". Donc Blaine a en réalité très bien réussi son audition pour la NYADA.

### Épisode 7:Le marionnettiste
- États-Unis /  Canada : 28 novembre 2013 sur Fox / Global
- France : 
  - 7 juin 2014 sur OCS Max
  - 21 mars 2015 sur W9
- Québec : 8 octobre 2014 sur VRAK.TV

- États-Unis : 2,84 millions de téléspectateurs[23]
- Canada : 1,139 million de téléspectateurs[24] (première diffusion + différé 7 jours)

- Erinn Westbrook : Bree
- Adam Lambert : Elliott "Starchild" Gilbert
- Demi Lovato : Dani

À McKinley, une fuite de gaz dans la salle de répétition cause chez certains la vision d'un monde fantastique. Profitant de l'absence de Will, Blaine cherche à diriger le Glee Club mais est rejeté par les New Directions qui le trouvent trop dirigiste. Lors d'une visite de la commission scolaire, Sue flirte avec l'inspecteur qui la prend pour un homme. Suivant les conseils de Becky, elle entreprend alors de se féminiser avec l'aide de quelques alliés inattendus. Enfin, la nouvelle réputation de Jake lui cause des répercussions inattendues.
- Into the Groove (Madonna) (Kurt Hummel, Elliott "Starchild" Gilbert et les Pamela Landsbury)
- You're My Best Friend (Queen) (Blaine Anderson et les New Directions)
- Nasty/Rhythm Nation (Janet Jackson) (Marley Rose, Jake Puckerman et Bree)
- Cheek To Cheek (Fred Astaire)  (Sue Sylvester et Will Schuester)
- The Fox (What Does the Fox Say?) (Ylvis) (Blaine Anderson, Tina Cohen-Chang, Rachel Berry, Elliott "Starchild" Gilbert avec les New Directions et les Pamela Lansbury)

- La chanson We Can't Stop de Miley Cyrus devait être reprise à la fin de l'épisode, mais elle a été remplacée par une autre.

### Épisode 8:Un Noël oublié
- États-Unis /  Canada : 5 décembre 2013 sur Fox / Global
- France : 
  - 7 juin 2014 sur OCS Max
  - 21 mars 2015 sur W9
- Québec : 15 octobre 2014 sur VRAK.TV

- États-Unis : 3,29 millions de téléspectateurs[25]
- Canada : 582 000 téléspectateurs[n 1]

Jane Lynch, l'interprète de Sue Sylvester introduit l'épisode comme un spécial de Noël que la direction de la Fox n'ont pas permis de diffuser l'année dernière, le trouvant offensant.
Will demande à Tina et Sam de diriger la chorale pour le concours de décoration sur un thème écologique. Lorsque la scène de la crèche est vandalisée, Figgins demande aux New Directions de faire une scène vivante. Les filles se disputent le rôle de la vierge Marie, à l'exception d'une Kitty indifférente.
- Here Comes Santa Claus (Elvis Presley)  (Rachel Berry, Kurt Hummel et Santana Lopez)
- Rockin’ Around The Christmas Tree (Brenda Lee) (New Directions)
- Mary’s Little Boy Child (Boney M.) (Marley Rose, Wade "Unique" Adams et Tina Cohen-Chang)
- Christmas Don’t Be Late (Alvin et les Chipmunks) (Rachel Berry, Kurt Hummel, Santana Lopez et Cody)
- Love Child (The Supremes) (Wade "Unique" Adams, Marley Rose et Tina Cohen-Chang)
- Away In A Manger (Chanson Traditionnelle) (New Directions avec Rachel Berry, Kurt Hummel et Santana Lopez)

- La chanson Mon beau sapin devait être reprise dans cet épisode mais elle a été annulée.

### Épisode 9:Meilleurs ennemis
- États-Unis /  Canada : 25 février 2014[2] sur Fox / Citytv
- France : 
  - 14 juin 2014 sur OCS Max
  - 21 mars 2015 sur W9
- Québec : 22 octobre 2014 sur VRAK.TV

- États-Unis : 2,99 millions de téléspectateurs[26]

- Adam Lambert (Elliott "Starchild" Gilbert)

Tina et Artie sont concurrents pour devenir le major de la promo, ce qui pourrait remettre en question leur amitié.
- Whenever I Call You "Friend (Kenny Loggins et Stevie Nicks) (Artie Abrams et Tina Cohen-Chang)
- Brave (Sara Bareilles) (Santana Lopez et Rachel Berry)
- My Lovin’ (You’re Never Gonna Get It) (En Vogue) (Tina Cohen-Chang et Artie Abrams)
- Don't Rain On My Parade (Funny Girl) (Santana Lopez)
- I Believe In A Thing Called Love (The Darkness) (Kurt Hummel et Elliott Gilbert)
- Every Breath You Take (The Police) (Santana Lopez et Rachel Berry)
- Breakaway (Kelly Clarkson) (Tina Cohen-Chang, Artie Abrams et Blaine Anderson)

### Épisode 10:Trio
- États-Unis /  Canada : 4 mars 2014 sur Fox / Citytv
- France :
  - 14 juin 2014 sur OCS Max
  - 4 avril 2015 sur W9
- Québec : 29 octobre 2014 sur VRAK.TV

- États-Unis : 2,68 millions de téléspectateurs[27]

- Demi Lovato (Dani)
- Adam Lambert (Elliott "Starchild" Gilbert)

À l'approche des diplômes, Tina s'inquiète de ce que deviendront ses amitiés de lycée. Afin de ne rien regretter, elle organise avec Blaine et Sam un Lock-In dans le lycée (une nuit blanche qui se passe au lycée entre tous les étudiants de dernière année). Quant à Emma et Will, ils tentent d'avoir un enfant avant qu'il ne soit trop tard.
- Jumpin', Jumpin' (Destiny's Child) (Tina Cohen-Chang, Sam Evans et Blaine Anderson)
- Barracuda (Heart) (Rachel Berry et Elliott "Starchild" Gilbert)
- Don't You (Forget About Me)  (Simple Minds) (Blaine Anderson, Tina Cohen-Chang et Sam Evans)
- Danny's Song (Loggins and Messina) (Will Schuester et Emma Schuester)
- Gloria (Laura Branigan) (Rachel Berry, Santana Lopez et Elliott "Starchild" Gilbert)
- The Happening (The Supremes)  (Kurt Hummel, Dani & Elliott "Starchild" Gilbert)
- Hold On (Wilson Phillips) (Rachel Berry, Tina Cohen-Chang, Kurt Hummel, Santana Lopez, Dani, Sam Evans, Artie Abrams, Blaine Anderson et Elliott "Starchild" Gilbert)

- La chanson Visions of Love de Mariah Carey devait être reprise par Rachel et Elliott mais elle a été remplacée par une autre.

### Épisode 11:La Cité des Anges
- États-Unis /  Canada : 11 mars 2014 sur Fox / Citytv
  -  France : 21 juin 2014 sur OCS Max
  - 4 avril 2015 sur W9
- Québec : 5 novembre 2014 sur VRAK.TV

- États-Unis : 2,3 millions de téléspectateurs[28]

- Amber Riley (Mercedes Jones)
- Skylar Astin (Jean-Baptiste)
- Romy Rosemont (Carole Hudson-Hummel)

Le Glee Club se rend à Los Angeles pour les Nationales, pensant dédier leur performance la plus importante à Finn. Une fois à Los Angeles, les New Directions rencontrent leurs principaux concurrents, les "Throat Explosion". Alors que Blaine est pourtant le plus informé sur la réputation stellaire de la chorale et son intimidante et énigmatique vedette, Jean-Baptiste, le leader proclamé des New Directions est le premier à être victime de la guerre psychologique de leurs adversaires. Suivant alors le conseil de Will, c'est Sam qui rassemble les troupes. Alors qu'il se révèle être un bon leader à part entière, un de ses plus grands atouts - son optimiste contagieux - est menacé quand l'un de ses porte-bonheurs disparaît.
Pendant ce temps, Burt et Carole, en tant que chaperons, encouragent les élèves au nom de leur fils disparu et cherchent à partager l'expérience des Nationales avec les amis de Finn dans l'espoir de perpétuer le tendre souvenir de leur fils… mais cette récente et dévastatrice perte prouvera que ce peut être encore trop douloureux.
- I Love L.A. (Randy Newman) (Will Schuester, Blaine Anderson, Artie Abrams, Sam Evans, Jake Puckerman et les New Directions)
- Vacation (The Go-Go's) (The Amazonians)
- Mr. Roboto / Counting Stars (Styx / OneRepublic) (Jean-Baptiste et les Throat Explosion)
- More Than A Feeling (Boston) (Blaine Anderson, Tina Cohen-Chang et les New Directions)
- America (Neil Diamond) (Artie Abrams, Sam Evans, Wade "Unique" Adams, Kitty Wilde et les New Directions)
- I Still Haven't Found What I'm Looking For (U2) (Blaine Anderson, Sam Evans, Tina Cohen-Chang, Artie Abrams et les New Directions)

- Cet épisode est consacré aux Nationales qui ont lieu à Los Angeles.
- À partir de cet épisode, les personnages de Shannon Beiste et d'Emma Pillsbury n'apparaîtront plus à l'écran. Seules des références orales de la part d'autres personnages de la série exprimeront leur présence.

### Épisode 12:La fin d'une époque (1repartie)
- États-Unis /  Canada : 18 mars 2014 sur Fox / Citytv
- France : 21 juin 2014 sur OCS Max
- Québec : 12 novembre 2014 sur VRAK.TV

- États-Unis : 2,8 millions de téléspectateurs[29]

- Heather Morris (Brittany S. Pierce)
- Amber Riley (Mercedes Jones)
- Dianna Agron (Quinn Fabray)
- Kristin Chenoweth (April Rhodes)
- Harry Shum Jr (Mike Chang)
- Mark Salling (Noah Puckerman)
- Chace Crawford (Biff McIntosh)
- Gwyneth Paltrow (Holly Holliday)

- Raise Your Glass (P!nk) (Will Schuester, April Rhodes et les New Directions)
- Toxic (Britney Spears) (Quinn Fabray, Brittany Pierce et Santana Lopez)
- Defying Gravity (Wicked) (Rachel Berry, Kurt Hummel et Mercedes Jones)
- Valerie (The Zutons version Amy Winehouse et Mark Ronson) (Santana Lopez, Brittany Pierce et les New Directions)
- Keep Holding On (Avril Lavigne) (Noah Puckerman et les New Directions)
- Happy (Pharrell Williams) (Holly Holliday, Will Schuester, April Rhodes, Blaine Anderson, Mercedes Jones et les New Directions)

- Cet épisode est le 100e épisode de la série ainsi que la 100e apparition de Kevin McHale (Artie Abrams).
- Les chansons présentes dans cet épisode ont été choisies directement par les fans parmi les 30 chansons les plus marquantes reprises dans la série. Le vote s'est effectué sur le site web de FOX aux États-Unis et sur celui de Global au Canada.
- Un EP regroupant les chansons de cet épisode sera disponible : Glee: The Music, Celebrating 100 Episodes.
- Holly & les New Directions devaient à l'origine reprendre Dog Days Are Over de Florence & The Machine, mais la chanson a été remplacée par Happy de Pharrell Williams.

### Épisode 13:La fin d'une époque (2epartie)
- États-Unis /  Canada : 25 mars 2014 sur Fox / Citytv
- France : 28 juin 2014 sur OCS Max
- Québec : 19 novembre 2014 sur VRAK.TV

- États-Unis : 2,68 millions de téléspectateurs[30]

- Heather Morris (Brittany S. Pierce)
- Amber Riley (Mercedes Jones)
- Dianna Agron (Quinn Fabray)
- Kristin Chenoweth (April Rhodes)
- Harry Shum Jr (Mike Chang)
- Mark Salling (Noah Puckerman)
- Gwyneth Paltrow (Holly Holliday)

- I Am Changing (Dreamgirls) (Kurt Hummel et Mercedes Jones)
- Party All the Time (Eddie Murphy) (Holly Holliday et les New Directions)
- Loser Like Me (Glee cast) (Blaine Anderson, Sam Evans, Artie Abrams et Tina Cohen-Chang)
- Be Okay (Oh Honey) (Rachel Berry et Santana Lopez)
- Just Give Me a Reason (P!nk et Nate Ruess) (Quinn Frabray et Noah Puckerman)
- Don't Stop Believin' (Journey) (Rachel Berry, Kurt Hummel, Artie Abrams, Blaine Anderson, Tina Cohen-Chang, Will Schuester et les New Directions)

- Cet épisode marque la dernière apparition des membres du Glee Club arrivés dans la saison 4. La fin de cette saison se déroule uniquement à New York.
- C'est la septième fois que le titre du groupe Journey, "Don't Stop Believin'" est interprété dans la série.
- Cet épisode marque la 100e apparition de Jenna Ushkowitz (Tina Cohen-Chang) dans la série.
- Total Eclipse of the Heart de Bonnie Tyler a été coupé dans l'épisode mais est tout de même dans l'album dédié aux chansons du 100e et 101e épisodes : "Glee: The Music, Celebrating 100 Episodes".

### Épisode 14:New York New York
- États-Unis /  Canada : 1er avril 2014 sur Fox / Citytv
- France : 28 juin 2014 sur OCS Max
- Québec : 26 novembre 2014 sur VRAK.TV

- États-Unis : 2,59 millions de téléspectateurs[31]

- Amber Riley (Mercedes Jones)
- Adam Lambert (Elliott "Starchild" Gilbert)
- Manos Gavras (Dmitri)

Après avoir quitté Lima après l'obtention de leurs diplômes, Blaine, Sam et Artie rejoignent Rachel et Kurt à New York. Alors que Kurt et Blaine voient leur installation perturbée par un Sam découragé par son manque de réussite professionnelle, Artie éprouve des difficultés à se déplacer dans les rues de Manhattan et voit sa confiance être ébranlée quand un agresseur lui vole son ordinateur portable.
De retour à New York à la suite d'une série de représentations de Funny Girl hors de la ville, Rachel est surprise par un luxueux cadeau de remerciement des producteurs du show sous la forme d'une voiture privée avec chauffeur, à sa disposition 24h/24 et 7j/7. Elle se rend toutefois vite compte que sa bonne fortune peut coûter cher à ses amitiés et à elle-même.
Mercedes quant à elle, s'installe à New York pour travailler sur son nouvel album.
- Downtown (Petula Clark) (Rachel Berry, Kurt Hummel, Blaine Anderson, Sam Evans et Artie Abrams)
- You Make Me Feel So Young (Frank Sinatra) (Kurt Hummel et Blaine Anderson)
- Best Day of My Life (American Authors) (Blaine Anderson et Sam Evans)
- Rockstar (A Great Big World) (Kurt Hummel et Elliot Gilbert)
- Don't Sleep in the Subway (Petula Clark) (Rachel Berry et Artie Abrams)
- People (Petula Clark) (Rachel Berry)

- Cet épisode marquera la 100e apparition de Lea Michele (Rachel Berry) dans la série.
- Les chansons de l'épisode sont présentes sur l'EP New New York.

### Épisode 15:Un héros ordinaire
- États-Unis /  Canada : 8 avril 2014 sur Fox / Citytv
- France : 5 juillet 2014 sur OCS Max
- Québec : 3 décembre 2014 sur VRAK.TV

- États-Unis : 2,78 millions de téléspectateurs[32]

- Mike O'Malley (Burt Hummel)
- Amber Riley (Mercedes Jones)

La première de Funny Girl approche à grands pas et, malgré les préoccupations de la production, Rachel obtient une soirée de repos afin qu'elle puisse participer au "Midwinter Critique" de la NYADA, devant la très redoutée et vénérée Carmen Tibideaux. Comme sa performance ne se déroule pas tout à fait comme prévu, Rachel doit prendre une décision importante concernant sa carrière qui va à l'encontre de son éducation.
Profitant de sa proximité retrouvée avec Mercedes grâce à quelques aménagements d'installation, Sam tente de raviver leur ancienne histoire d'amour. Mais Mercedes - en dépit de son évidente attirance pour lui - hésite, ne sachant pas vraiment si le fait de sortir avec (comme l'un de ses choristes le lui a si bien dit) "un mec blanc et sans emploi qu’elle a rencontré dans le Glee Club de son lycée", ne pourrait pas nuire à son image auprès du public alors que sa carrière est en plein essor.
- No One Is Alone (Into The Woods) (Blaine Anderson, Kurt Hummel et Rachel Berry)
- (You Make Me Feel Like) A Natural Woman (Aretha Franklin) (Mercedes Jones)
- Broadway Baby (Follies) (Rachel Berry et Blaine Anderson)
- Not While I'm Around (Sweeney Todd) (Blaine Anderson)
- Colorblind (Amber Riley) (Mercedes Jones)
- I'm Still Here (Follies) (Kurt Hummel)

- À partir de cet épisode la saison sera diffusée en France au rythme d'un épisode par semaine au lieu des deux épisodes par semaine précédemment programmés.

### Épisode 16:Le grand test
- États-Unis /  Canada : 15 avril 2014 sur Fox / Citytv
- France : 12 juillet 2014 sur OCS Max
- Québec : 10 décembre 2014 sur VRAK.TV

- États-Unis : 2,44 millions de téléspectateurs[33]

- Amber Riley (Mercedes Jones)

Blaine se découvre un amour pour les "cronuts" ce qui a pour effet de lui faire prendre du poids. Il s'agit du phénomène tant redouté du "Freshman Fifteen". À cela s'ajoute le fait qu'il assiste au succès croissant d'un Kurt de plus en plus en forme et confiant à la NYADA, tandis que le sien décroit simultanément. L'ancien canon de plus en plus grassouillet commence à souffrir d'une crise de confiance, conduisant à un comportement inhabituel.
À la "Film School", Artie jouit d'un succès avec les femmes que le lycéen qu'il était n'aurait jamais pu espérer. Il utilise toutes les occasions qui se présentent à lui. Cependant, il découvre que son comportement de Casanova a un prix, celui de l'écarter de faire la connexion avec qui il désire vraiment.
- Addicted to Love (Robert Palmer) (Artie Abrams)
- I Want to Know What Love Is (Foreigner) (Mercedes Jones)
- Love Is a Battlefield (Pat Benatar) (Kurt Hummel et Blaine Anderson)
- Let's Wait Awhile (Janet Jackson) (Artie Abrams et Mercedes Jones)

- C'est la 100e apparition de Chris Colfer dans le rôle de Kurt Hummel.

### Épisode 17:Une étoile est née
- États-Unis /  Canada : 22 avril 2014 sur Fox / Citytv
- France : 19 juillet 2014 sur OCS Max
- Québec : 17 décembre 2014 sur VRAK.TV

- États-Unis : 2,45 millions de téléspectateurs[34]

- Amber Riley (Mercedes Jones)

Alors que ses débuts à Broadway sont imminents, Rachel doit faire face au cauchemar de tout acteur. Malgré les éloges quasi unanimes de la critique à la suite des extraits du spectacle, elle se retrouve victime du flot sans fin de blogueurs et de plusieurs trolls anonymes déterminés à la faire tomber. Alors que Kurt fait de son mieux pour l’isoler de ses ennemis - transformant le loft en une « bulle d'amour hermétiquement scellée et remplie de rien d’autre que d’affirmations positives » - il se retrouve confronté à une tâche quasi impossible, et le reste de la bande doit tenter de rassurer Rachel à temps avant le lever de rideau.
- Lovefool (The Cardigans) (Rachel Berry)
- NYC (Annie) (Will Schuester et Sue Sylvester)
- I'm the Greatest Star (Funny Girl) (Rachel Berry)
- Who Are You Now ? (Funny Girl) (Rachel Berry et Sue Sylvester)
- Pumpin Blood (NONONO) (Rachel Berry avec Santana Lopez et Mercedes Jones)

- I'm the Greatest Star avait déjà été reprise par Kurt Hummel dans l'épisode 2 de la saison 3.

### Épisode 18:Le Plan B
- États-Unis /  Canada : 29 avril 2014 sur Fox / Citytv
- France : 26 juillet 2014 sur OCS Max

- États-Unis : 2,41 millions de téléspectateurs[35]

- Shirley Maclaine (June Dolloway)
- Amber Riley (Mercedes Jones)
- Jim Rash (Lee Paulblatt)
- Gary Dourdan (D'Shon)

- Wake Me Up! (Aloe Blacc feat. Avicii) (Rachel Berry)
- Doo Wop (That Thing) (Lauryn Hill) (Mercedes Jones et Santana Lopez)
- Story of My Life (One Direction) (Blaine Anderson et Kurt Hummel)
- Piece of My Heart (Big Brother and the Holding Company) (Blaine Anderson et June Dolloway)
- The Rose (Bette Midler) (Rachel Berry)

### Épisode 19:Vieux chiens, nouveaux trucs
- États-Unis /  Canada : 6 mai 2014 sur Fox / Citytv
- France : 2 août 2014 sur OCS Max

- États-Unis : 2,1 millions de téléspectateurs[36]

- June Squibb (Maggie Banks)
- Billy Dee Williams (Membre des Elderly)
- Tim Conway (Membre des Elderly)
- Amber Riley (Mercedes Jones)

- I Melt with You (Modern English) (Sam, Rachel et Mercedes, Artie)
- Memory (Cats) (Kurt Hummel et Maggie Banks)
- Werewolves of London (Warren Zevon) (Sam Evans et Artie Abrams)
- Lucky Star (Madonna) (Kurt Hummel, Maggie Banks et The Elderly)
- Take Me Home Tonight (Eddie Money) (Artie, Kurt, Rachel, Blaine, Sam, Santana, Mercedes et Maggie)

- Cet épisode a été écrit par Chris Colfer, l'interprète de Kurt Hummel. C'est la première fois qu'il intervient en tant que scénariste sur la série.
- Un mash-up des chansons Who Let The Dog Out? de Baha Men et Jellicle Cat de Cats devait être repris mais a été annulé.

### Épisode 20:Le Rachel Berry show
- États-Unis /  Canada : 13 mai 2014 sur Fox / Citytv
- France : 9 août 2014 sur OCS Max

- États-Unis : 1,87 million de téléspectateurs[37]

- Heather Morris (Brittany Pierce)
- Amber Riley (Mercedes Jones)
- Shirley Maclaine (June Dolloway)
- Kristen Schaal (Mary Halloran)

- Shakin' My Head  (Glee Cast) (Mercedes Jones et Brittany Pierce)
- All of Me (John Legend) (Blaine Anderson)
- Girls on Film (Duran Duran) (Sam Evans)
- Glitter in the Air (Pink) (Rachel Berry)
- No Time At All (Pippin) (June Dolloway et Blaine Anderson)
- American Boy (Estelle ft. Kanye West) (Kurt Hummel et Blaine Anderson)
- Pompeii (Bastille) (Kurt Hummel, Blaine Anderson, Rachel Berry, Mercedes Jones, Brittany Pierce, Sam Evans et Artie Abrams)
- Collide (Howie Day) (Kurt Hummel)

## Autour de la série
Heather Morris, Amber Riley, Mark Salling et Harry Shum Jr ne font plus partie de la distribution principale mais seront invités dans quelques épisodes, alors qu'Alex Newell, Melissa Benoist, Jacob Artist, Becca Tobin et Blake Jenner ont été promus à cette distribution.
Jayma Mays a annoncé qu'elle quitterait la série d'ici la fin de la saison 5. Elle a intégré la distribution principale de la sitcom The Millers et apparaîtra donc dans quelques épisodes cette saison de Glee.
À la suite du décès de Cory Monteith (Finn), survenu le 13 juillet 2013, le tournage de la saison et sa diffusion ont été décalés de 15 jours. En effet, Cory devait réintégrer la série à la sortie de sa cure de désintoxication. À sa mort, les épisodes ont dû être réécrits. La production et l'équipe lui rendent hommage dans le 3ème épisode de la saison.